# Borgomezzavalle
Borgomezzavalle ist eine italienische Gemeinde in der Provinz Verbano-Cusio-Ossola in der Region Piemont. Sie wurde am 1. Januar 2016 aus den Gemeinden Seppiana und Viganella gebildet.

## Lage und Einwohner
Die Gemeinde Borgomezzavalle liegt 46 km nordwestlich von der Provinzhauptstadt Verbania und umfasst eine Fläche von 19.08 km². Zu Borgomezzavalle gehören die Fraktionen Seppiana, Viganella, Bordo, Camblione, Cheggio, Prato und Rivera, die zusammen 290 Einwohner (Stand am 31. Dezember 2023) haben. 
Die Nachbargemeinden sind Antrona Schieranco, Calasca-Castiglione, Montescheno, Pallanzeno und Villadossola.

### Bevölkerungsentwicklung

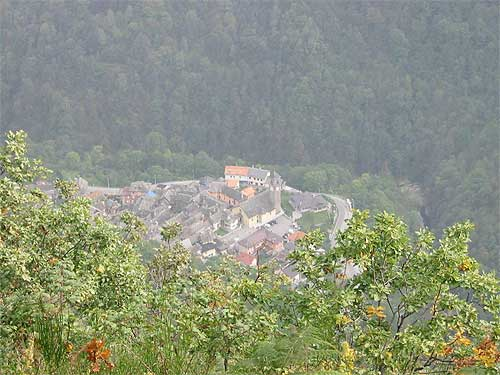
Fraktion Viganella

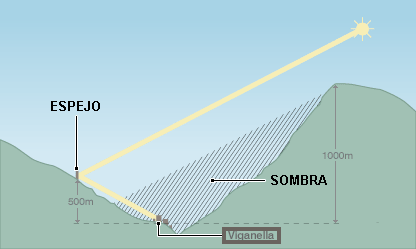
Viganella Sonnenspiegel

Der Ort leidet unter einem dramatischen Verlust an Wohnbevölkerung, verbunden mit einer Verwahrlosung der Bausubstanz. Um die regionaltypischen lokalen Wohn- und Wirtschaftsgebäude zu erhalten, hat die Gemeinde beschlossen, leerstehende Gebäude zu einem Preis von 1 € pro Einheit anzubieten. Mit dem Kauf ist die Verpflichtung verbunden, das Gebäude zu renovieren, eine Residenzpflicht besteht nicht.

## Sehenswürdigkeiten
- Pfarrkirche Sant’Ambrogio im Ortsteil Seppiana
- Sonnenspiegel von Viganella.